# Lauri Tamminen
Lauri Tamminen (Lauri Esko Olavi Tamminen; * 1. Dezember 1919 in Helsinki; † 2. Dezember 2010 in Lipen, Oblast Montana, Bulgarien) war ein finnischer Hammerwerfer.
Bei den Olympischen Spielen kam er 1948 in London auf den fünften und 1952 in Helsinki auf den 20. Platz.
1949 und 1951 wurde er Finnischer Meister. Seine persönliche Bestleistung von 54,60 m stellte er am 11. Juni 1948 in Helsinki auf.